# Circus Krone
Circus Krone, es un circo alemán con sede en Múnich, fundado en 1905 por Carl Krone. Es uno de los circos más grandes de Europa y uno de los pocos en Europa occidental (junto con el Cirque d'hiver de París, el Cirque d'hiver d'Amiens y el Cirque Royal en Bruselas) que tiene edificio propio. En 2018, el Circus Krone recibió el Big Top Label, uno de los máximos galardones en el mundo del circo, un sello de garantía y calidad que otorga el Parlamento Europeo.

## Galería

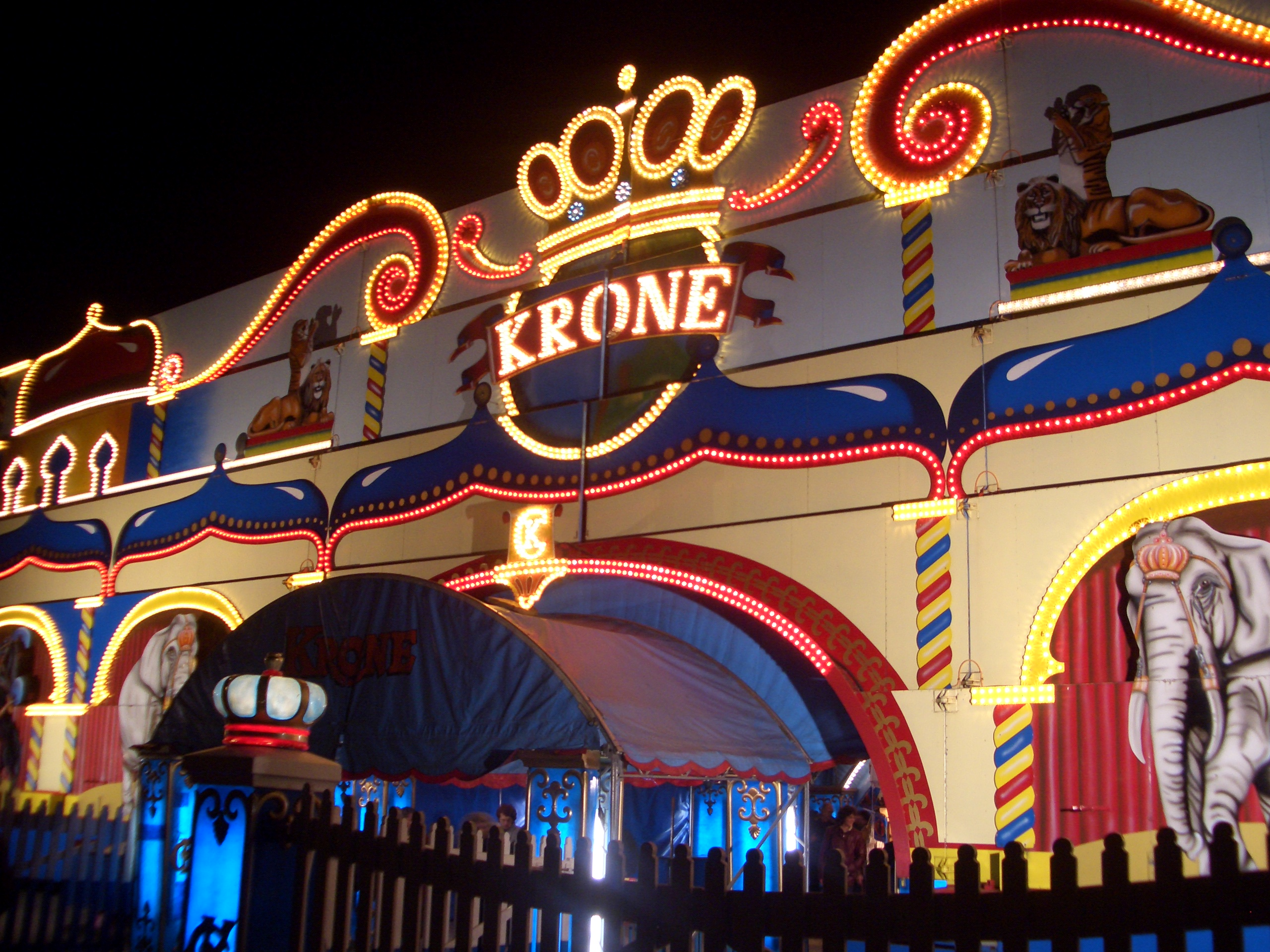
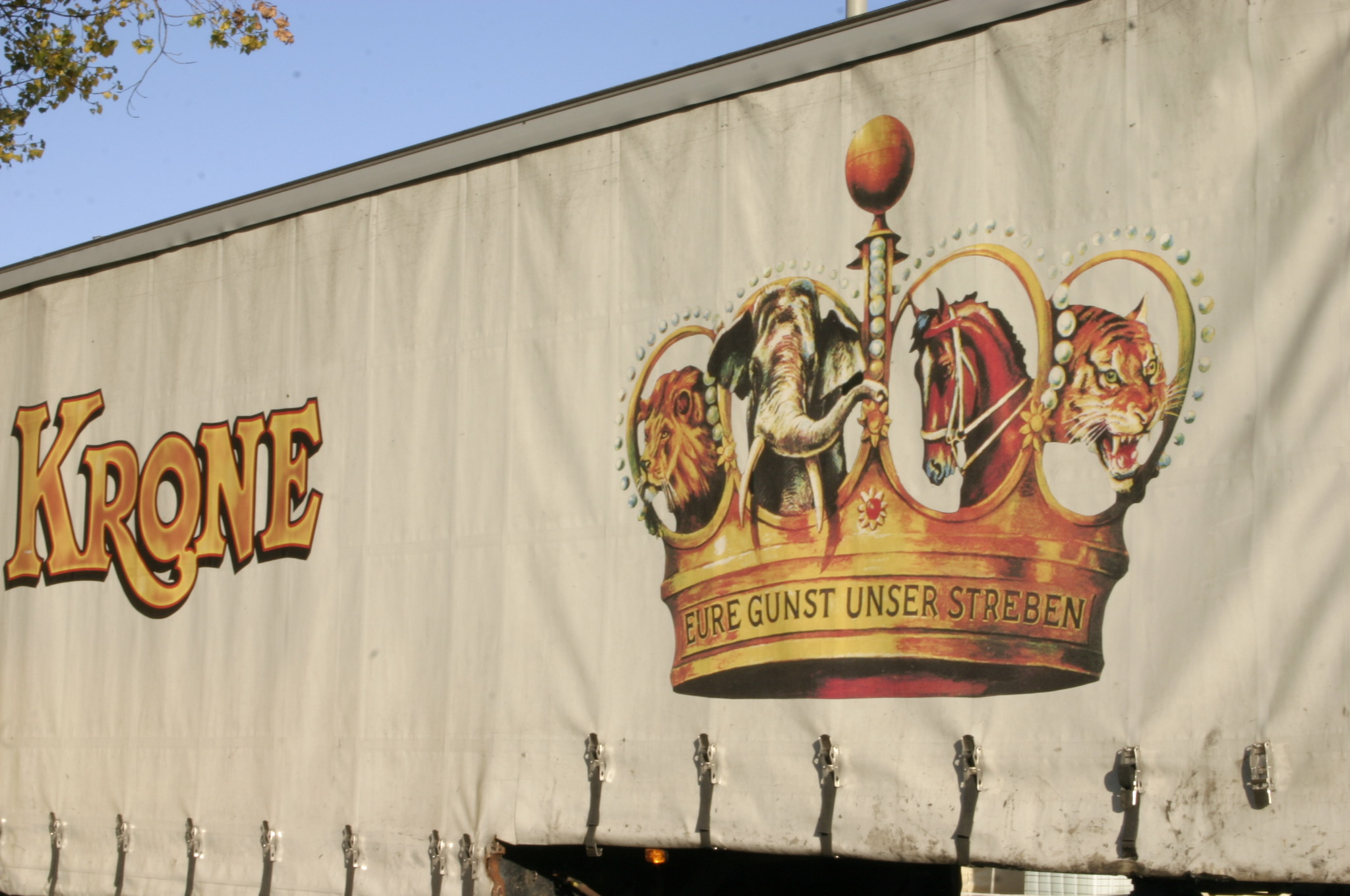
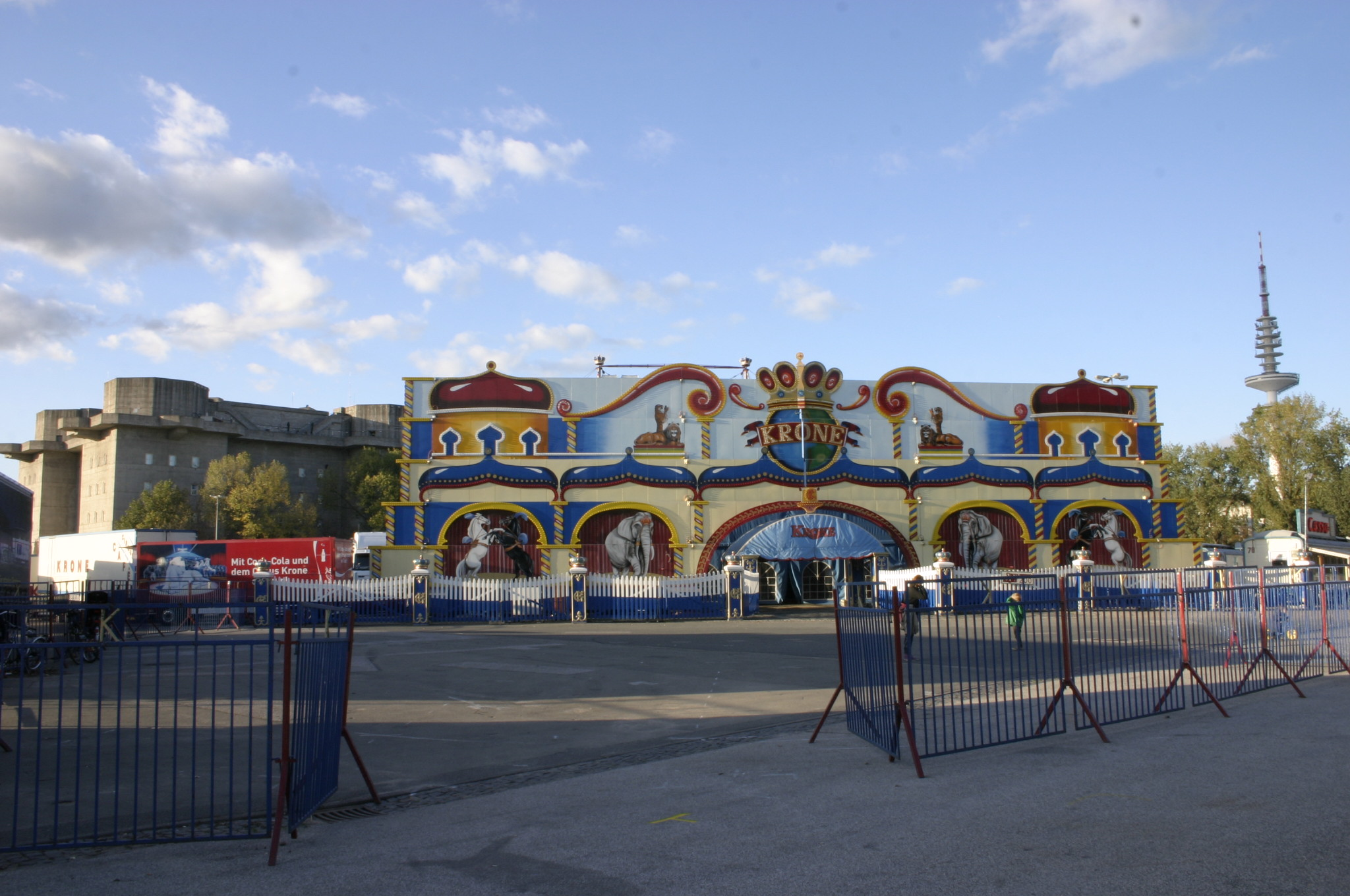
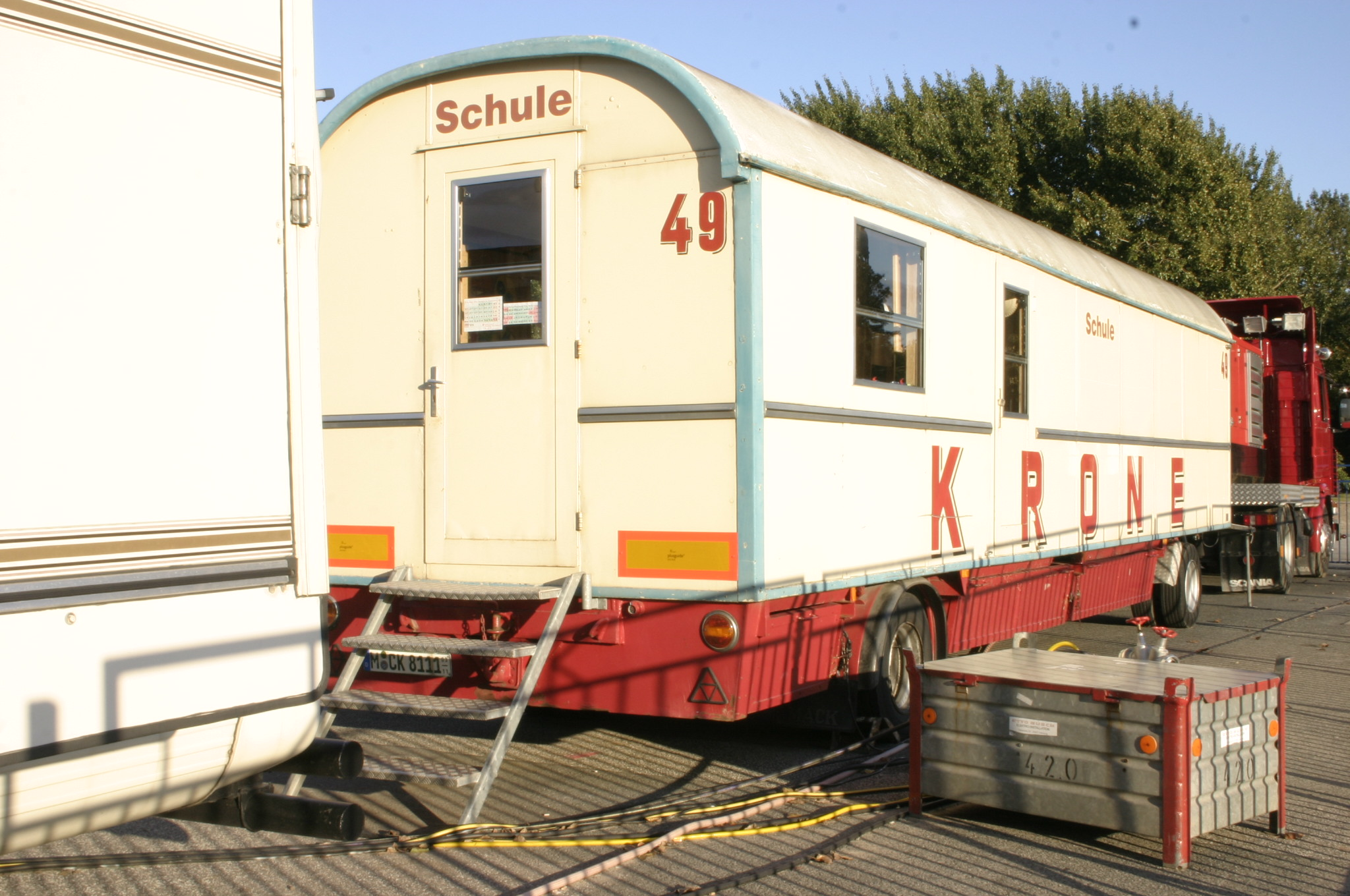
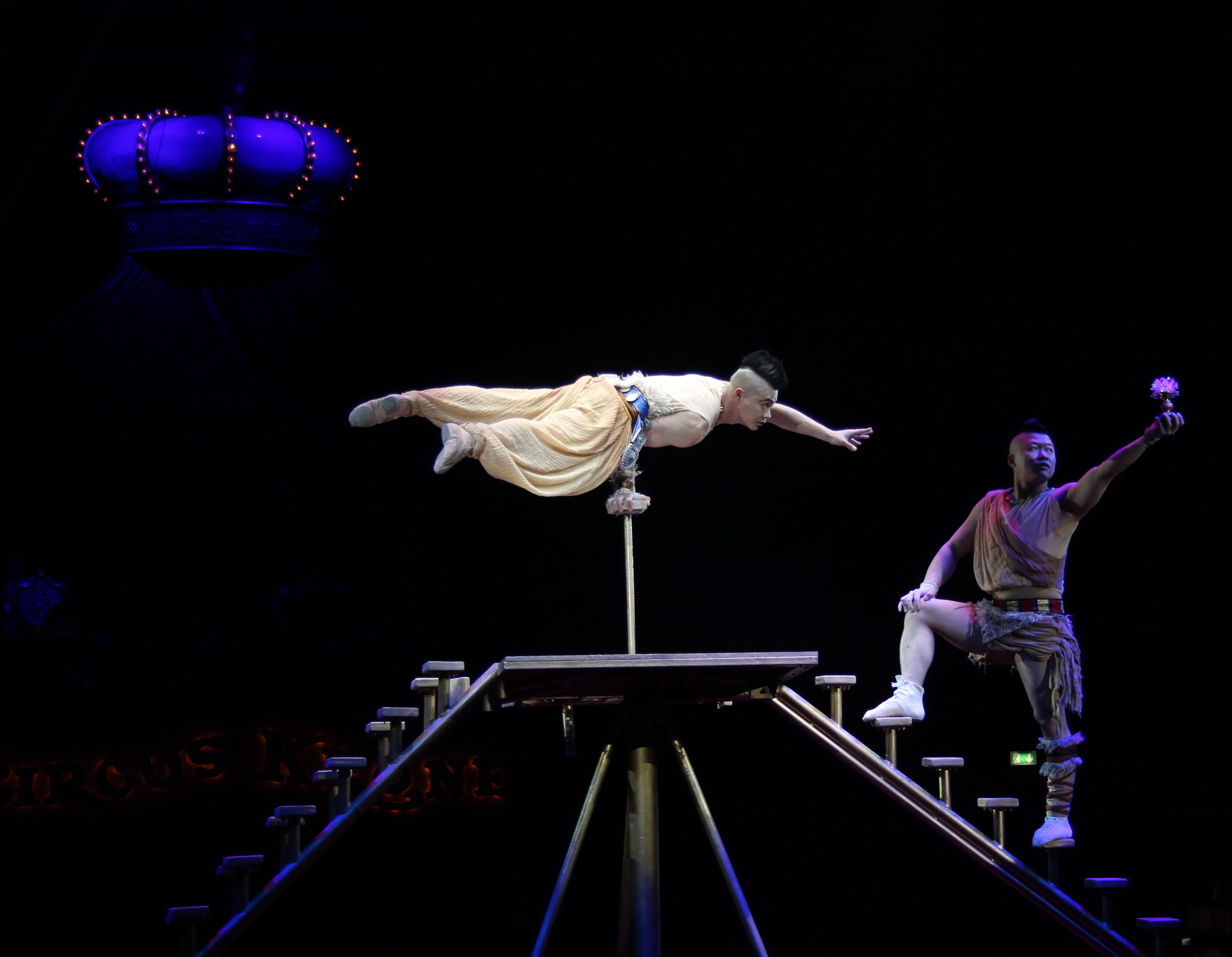
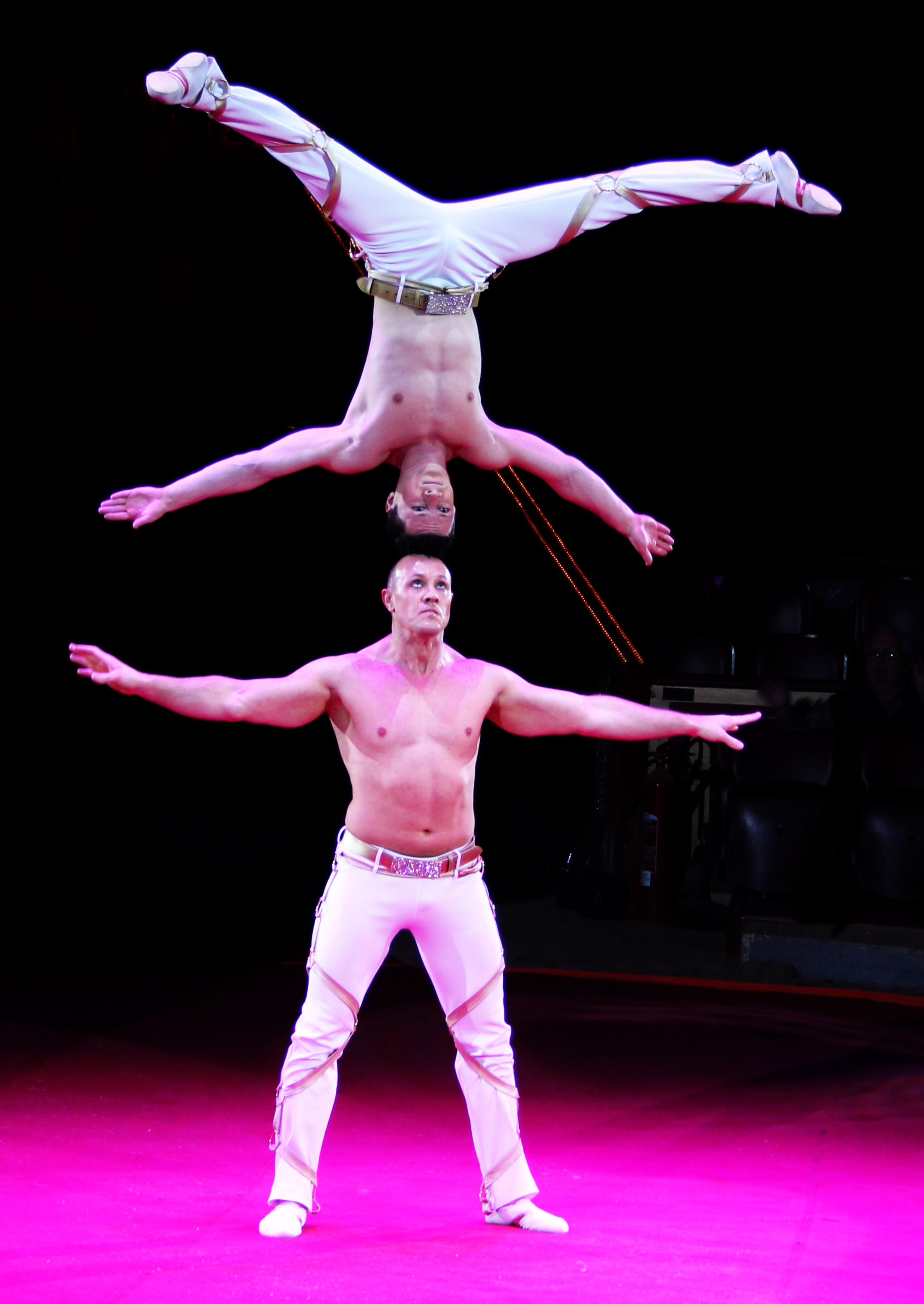
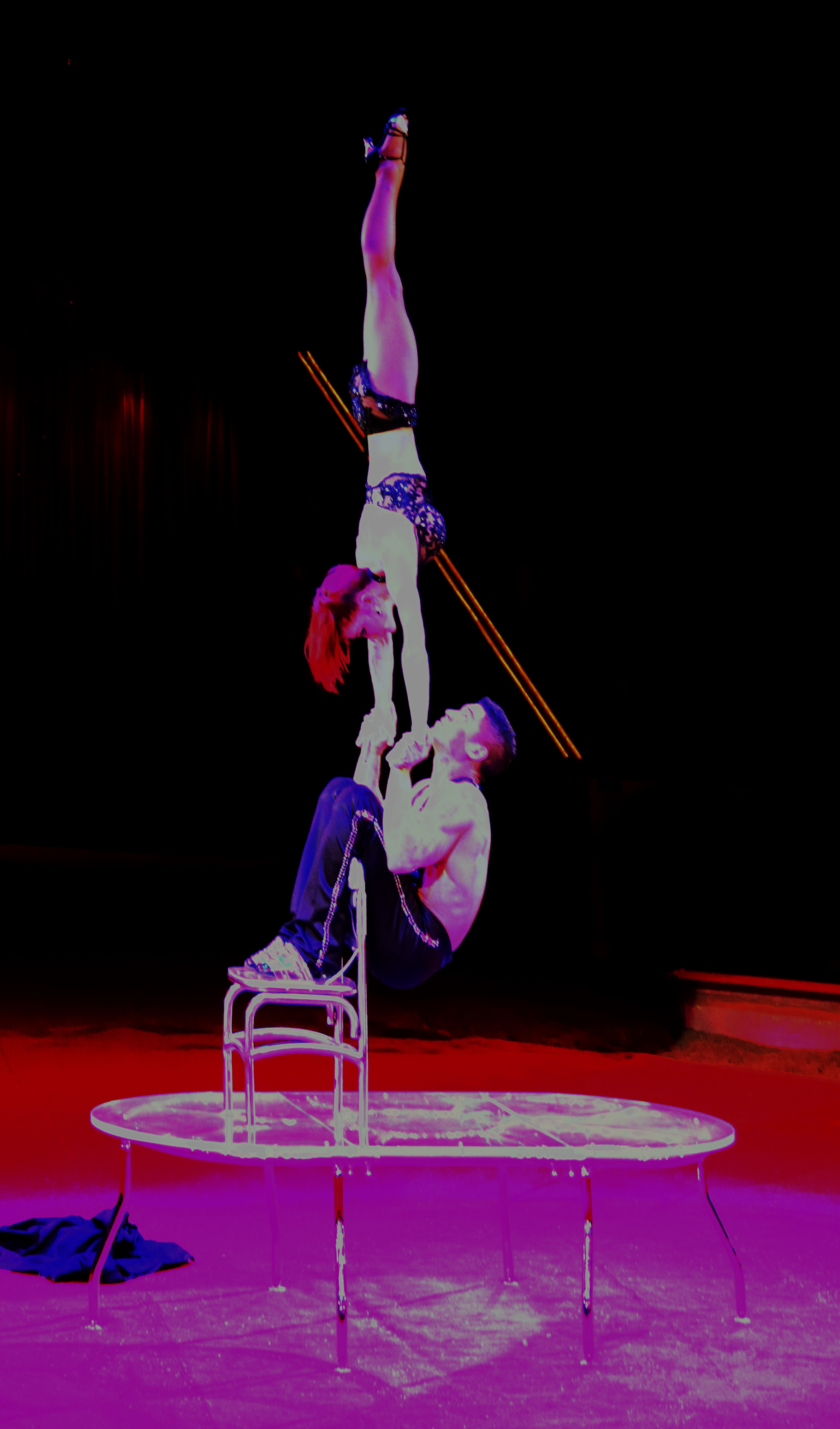
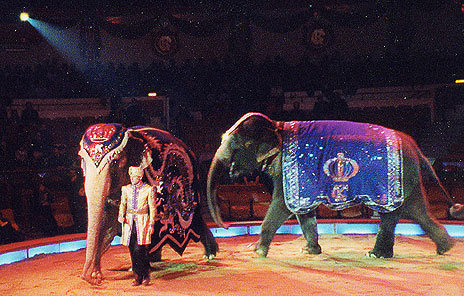
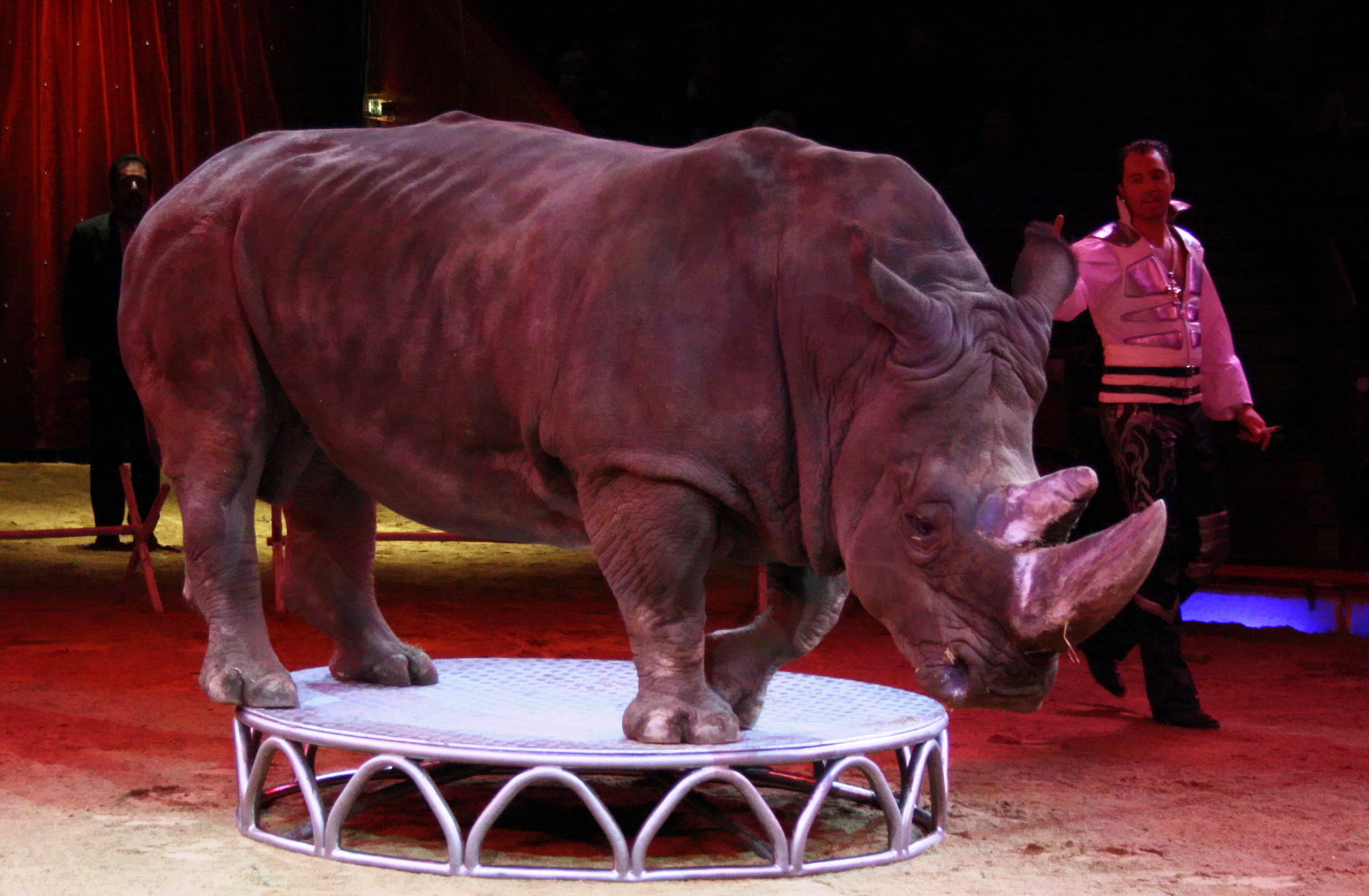
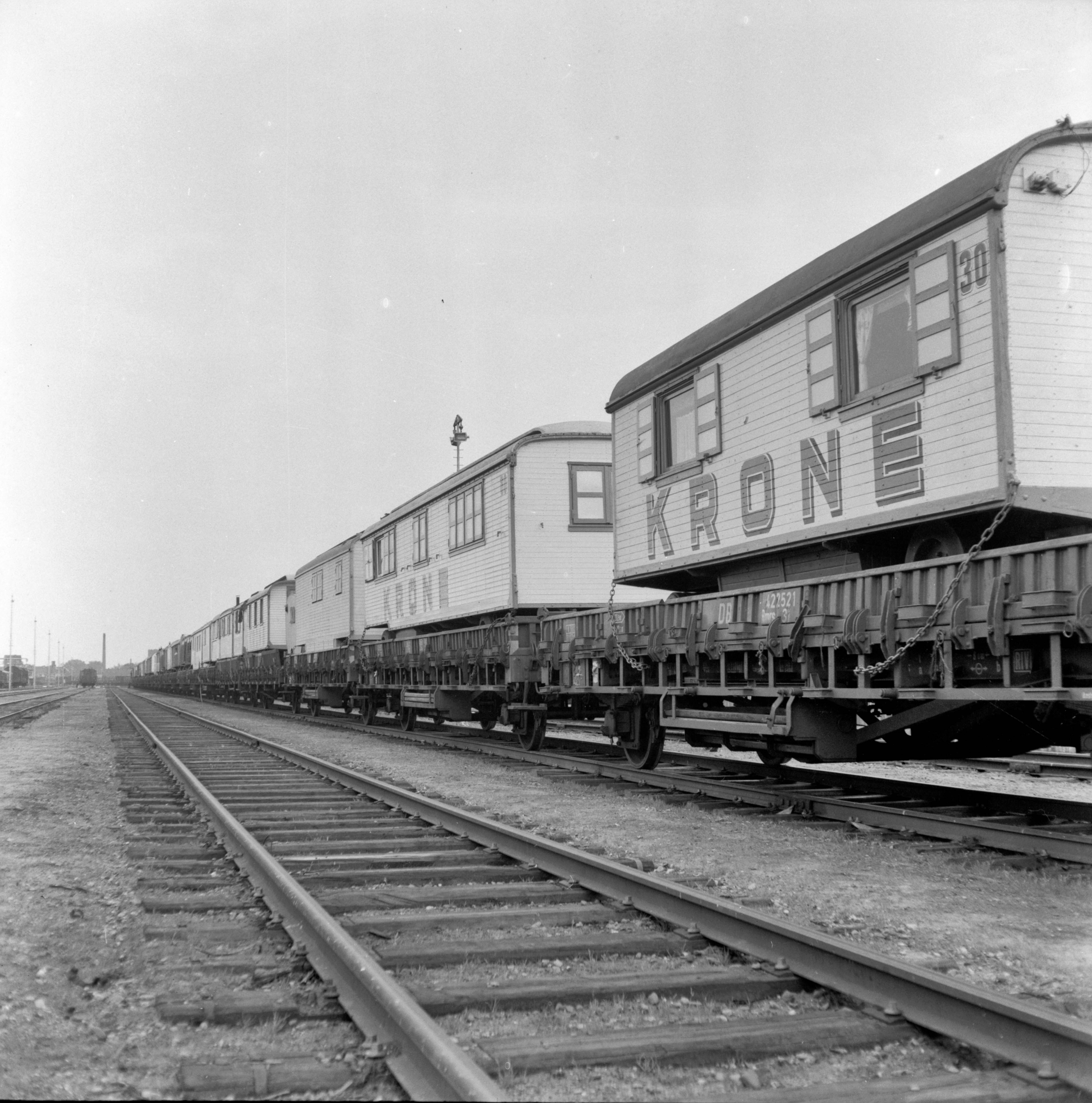
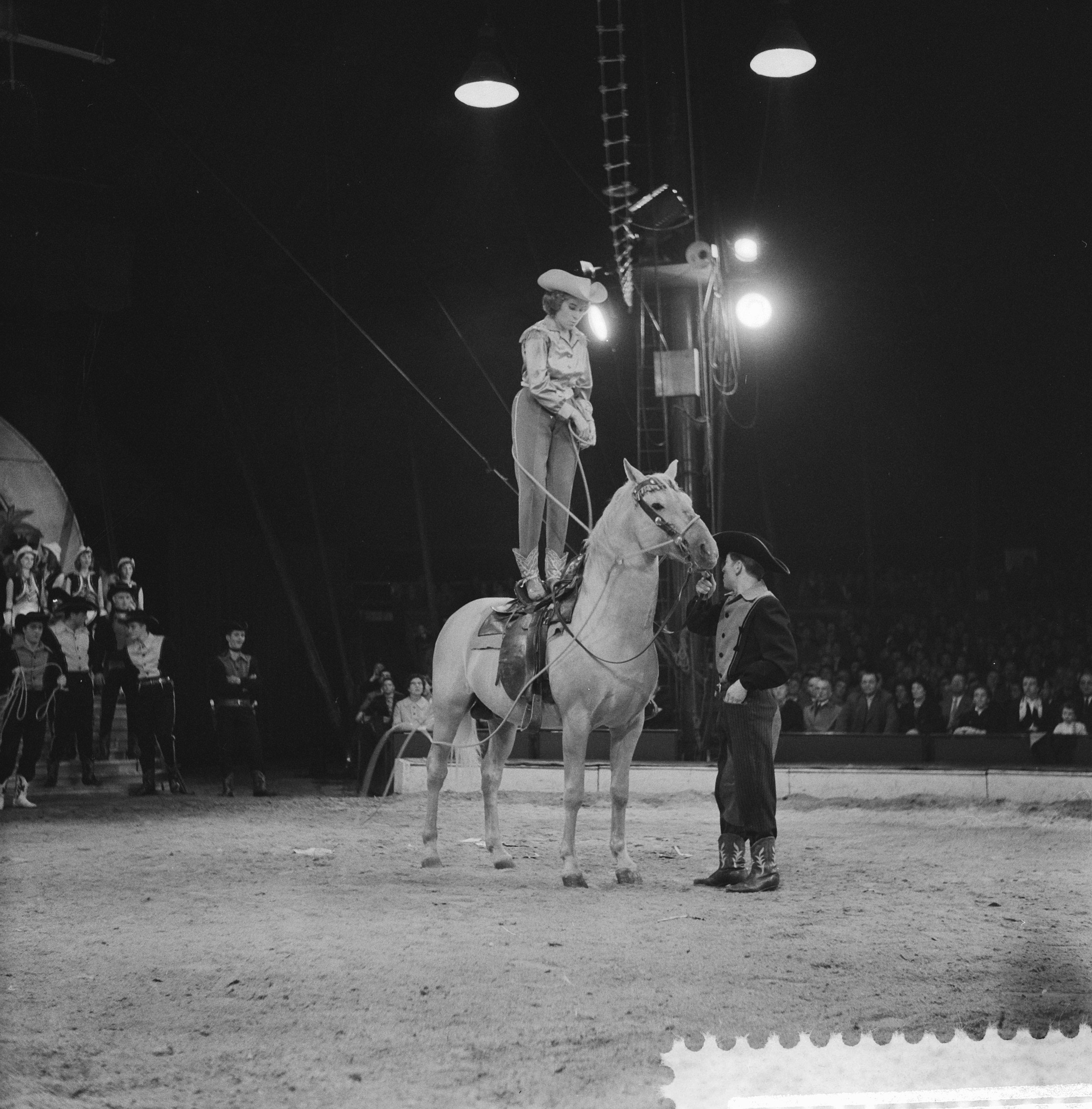
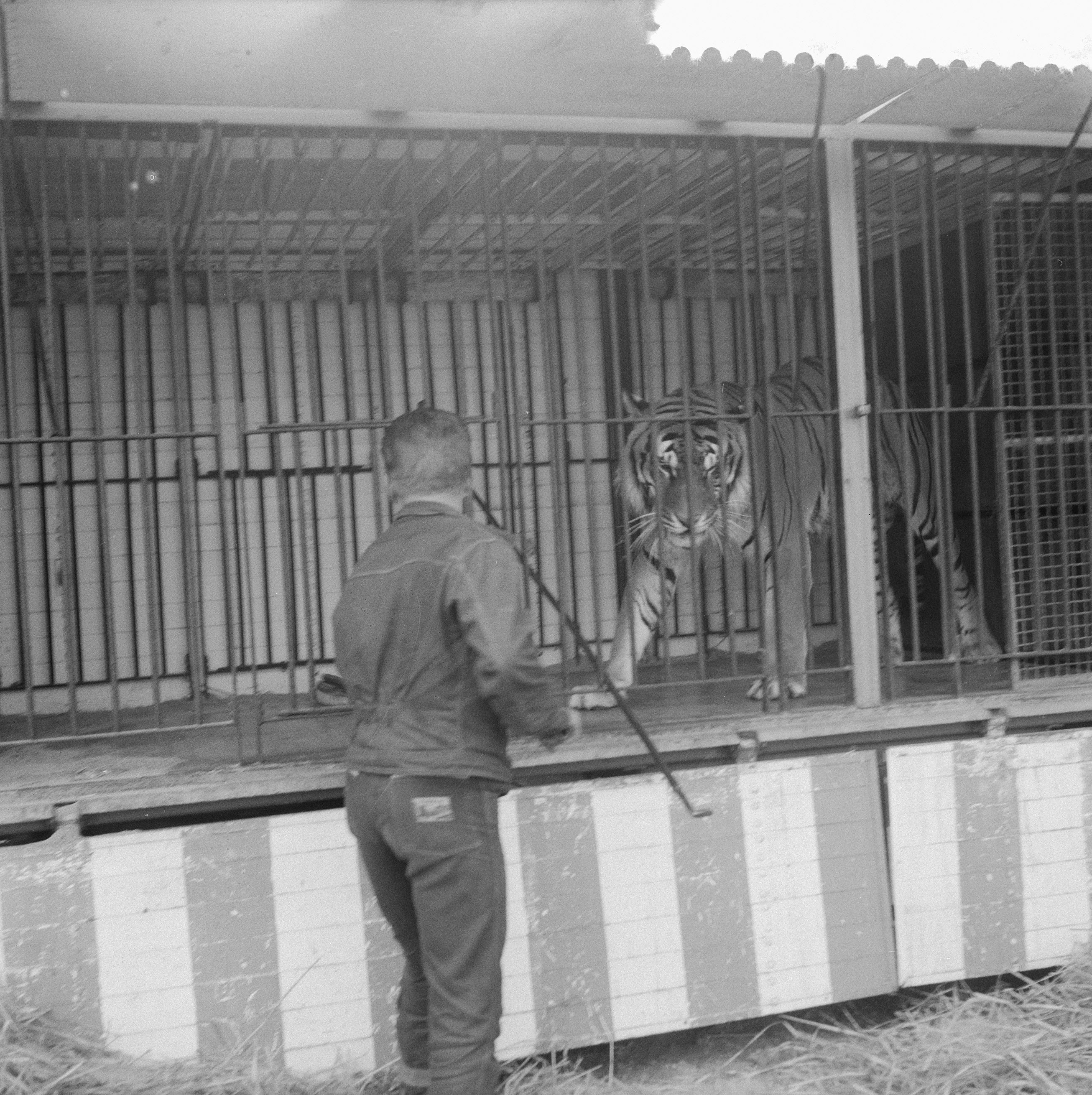
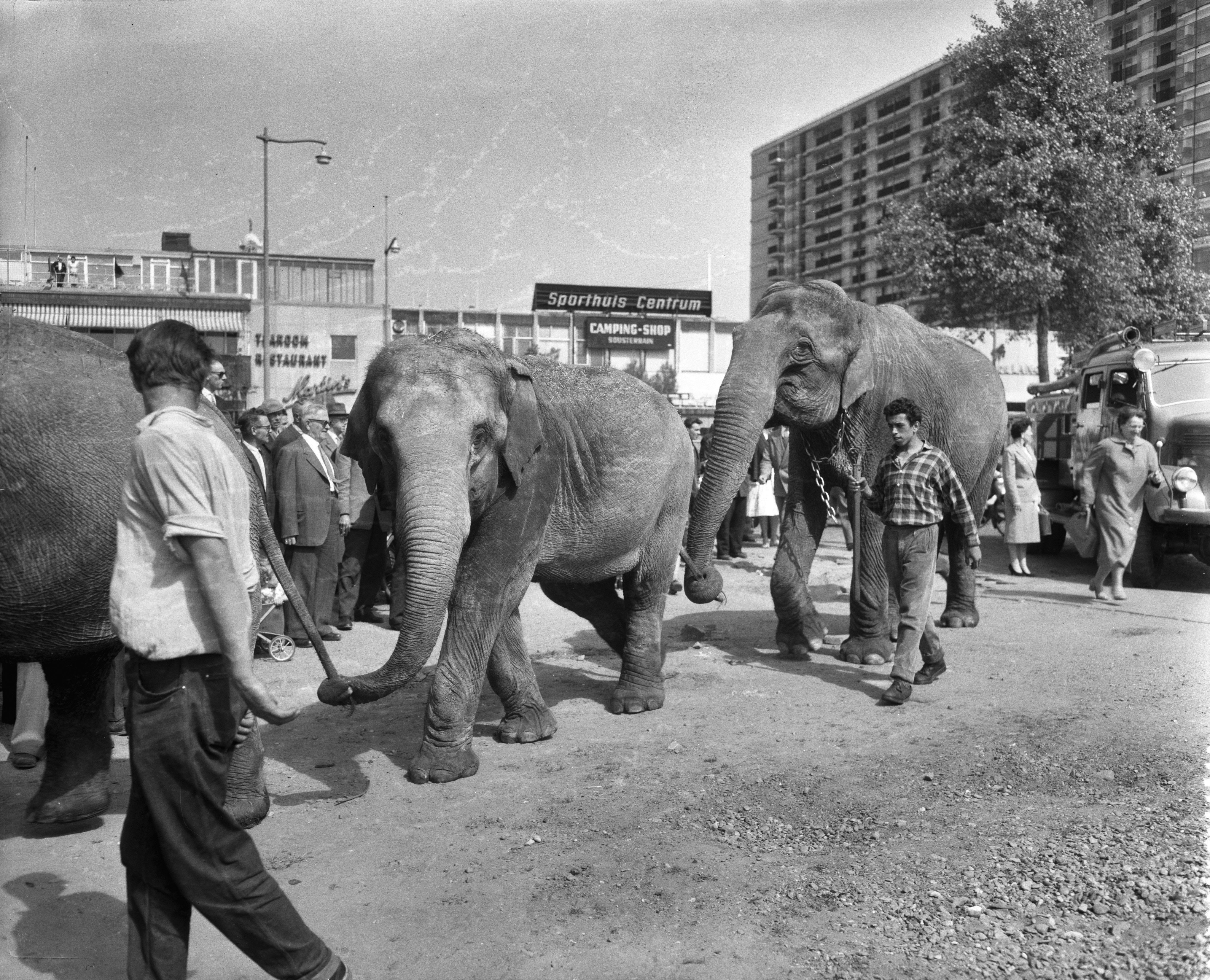
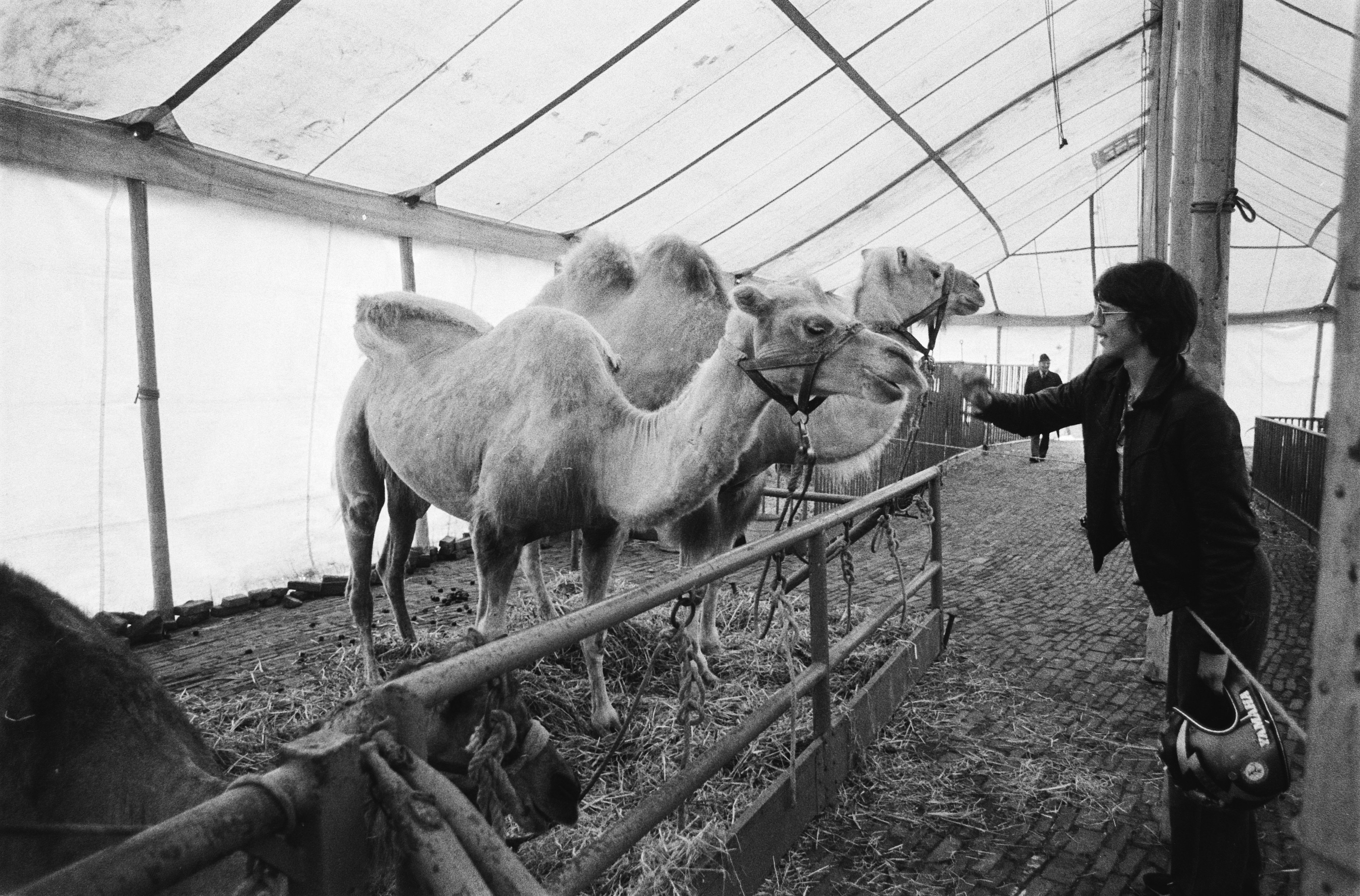
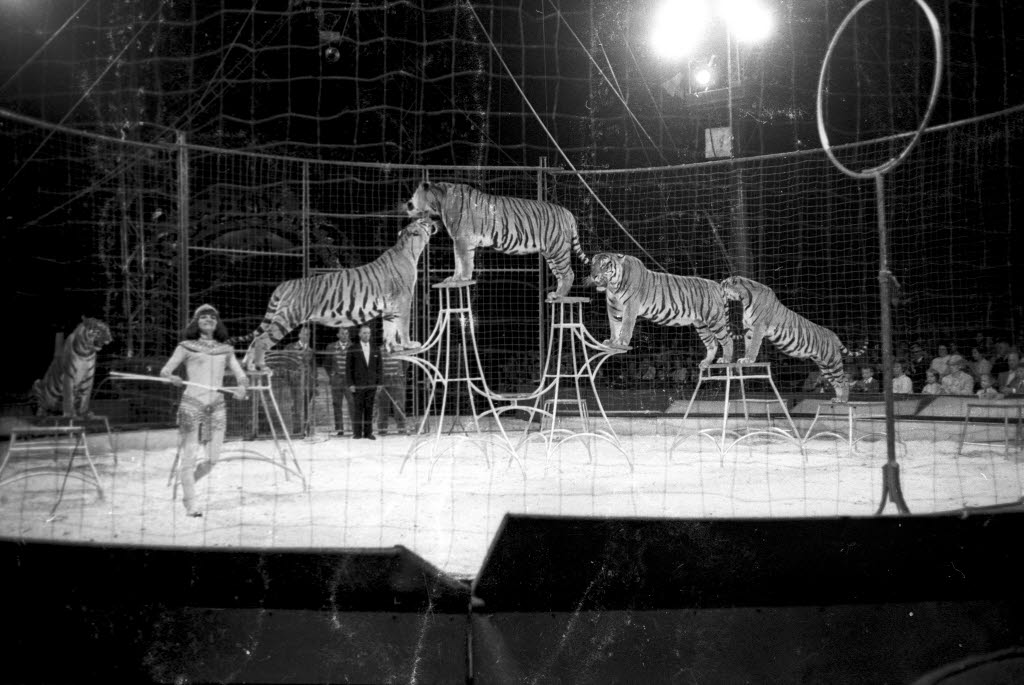
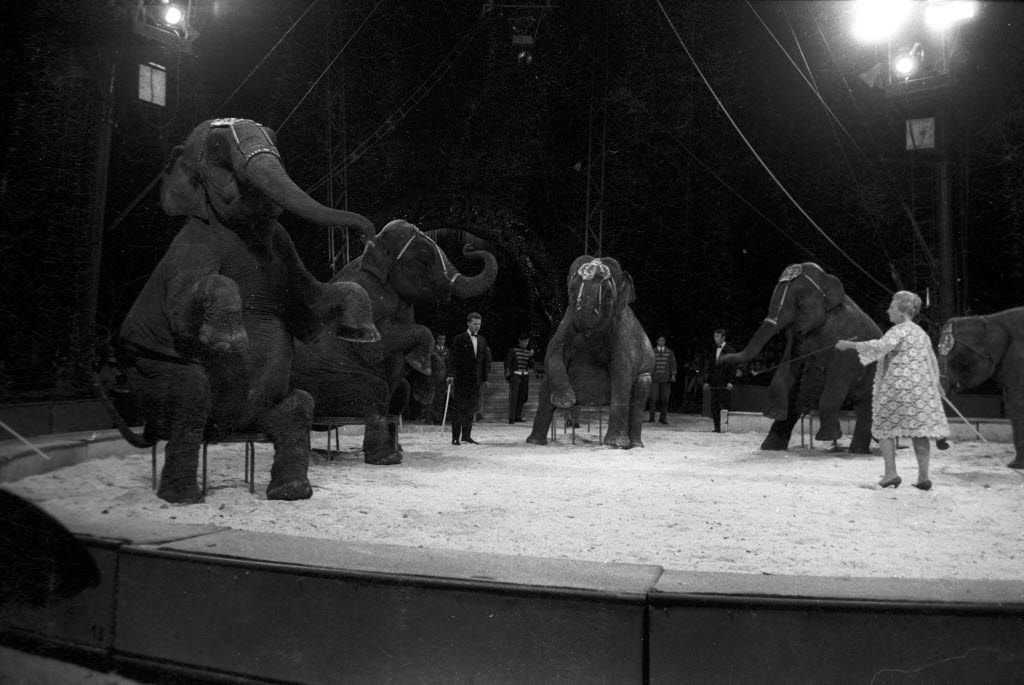

## Historia
La historia de Circus Krone comenzó en 1870, cuando Karl Krone, nacido el 19 de septiembre de 1833 en Questenberg, en las montañas del Harz, emprendió una exhibición ambulante de animales salvajes. En 1870 nació su hijo Carl Krone y después Fritz Krone. La colección viajó por toda Europa y tuvo un éxito creciente, especialmente con la inclusión de actos basados en la docilidad de los animales salvajes. El zoológico también presentaba lo que entonces se conocía como Neggertrupe, un tipo de espectáculo que mostraba a personas exóticas o físicamente discapacitadas, que a menudo formaban parte de la oferta de los circos en su época. 
Después de que su hijo Fritz, a quien Krone pretendía como su sucesor, dedicado a la doma de osos, muriera en un accidente con uno de sus animales, Carl Krone se unió a la compañía de su padre. Carl Krone dio especial importancia al entrenamiento de los animales, para lo cual se construyó un anexo de carpa separado, adjunto a la barraca de exhibición llamada Menagerie Continental. En 1893, Carl Krone, como domador, mostró la monta de un león sobre un caballo por primera vez en la historia del entrenamiento animal. Cuando su padre murió en 1900 durante una actuación en Fráncfort,  se convirtió en el jefe de la compañía ambulante bajo el nombre de Menagerie Circus del domador Charles. En 1905 fundó el Circus Krone a partir de este proyecto. Posteriormente las "Völkerschauen" o zoológico humano continuaron siendo una parte importante del programa.
El circo tiene su sede permanente en Múnich desde 1919. El Kronebau, con capacidad para 4 000 personas en Marsstrasse, lo convierte en uno de los pocos edificios de circo de Europa Occidental con sede permanente. El primer Kronebau de 1919 era de madera. En el período previo al golpe de Estado de Hitler, Adolf Hitler llamó a un levantamiento en el Circus Krone el 30 de octubre de 1923. En 1924 el estreno de temporada tuvo lugar en la nueva carpa de circo, que era gigantesca para los estándares de la época. Con 8 000 asientos, 2 escenarios y 3 arenas, el Circus Krone se convirtió en el mayor circo de Europa. Sin embargo, el principio del "circo de tres pistas", que Krone tomó de los Estados Unidos, no pudo establecerse en Alemania. Durante la crisis económica mundial a partir de 1929 realizaron giras por Italia, España, Francia, Austria, Hungría y Suiza. En 1932 Carl Krone compró el Kronepark, un área ajardinada de recreo. Después de la muerte de Carl Krone en 1943, el circo pasó a Ida Krone, su esposa; y durante la Segunda Guerra Mundial el circo fue destruido en un bombardeo a finales de 1944. Sin embargo, muchos animales fueron alojados fuera de Múnich durante este período. Los elefantes tuvieron sus cuarteles en las Antiguas Salinas de Bad Reichenhall hasta el final de la guerra y también sobrevivieron ilesos a los bombardeos de 1945. Después de la guerra fue reconstruida por Frieda Sembach-Krone y Carl Sembach con sede permanente en Múnich. En 1949 el circo amplió su alcance organizando de nuevo actuaciones en otras ciudades. 
El tercer edificio con 3 000 asientos del Circus Krone, se construyó en 1962. De 1969 a 1971, el circo sirvió de telón de fondo para el rodaje de la serie de televisión ARD/SF Salto Mortale.
Carl Krone, fue llamado el "Rey del Circo Alemán" en vida. La calle lateral adyacente a la Kronebau y la Marsstrasse fue renombrada Circus-Krone-Strasse en 1967 por iniciativa del alcalde Hans-Jochen Vogel. Según el alcalde de Múnich, Christian Ude, este rebautizo tenía como objetivo honrar al fundador del circo. PETA tomó esta declaración como una oportunidad para exigir el cambio de nombre de la calle en referencia a los Völkerschauen o zoológicos humanos que Carl Krone organizó, propuesta que fue rechazada por la alcaldía.
Desde 1995, la hija de Frieda y Carl Sembach, Christel Sembach-Krone dirigió el circo, conocido por la doma libre de caballos desde 1956. Es considerada la creadora del Festival Krone, que ofrece atracciones artísticas y circenses. Sembach-Krone, adoptó a la domadora suiza Jana Mandana Lacey-Krone, que se convirtió en su sucesora y sigue dirigiendo el circo con doma de animales: 60 caballos, que presenta tanto en la doma libre como en la silla de montar. También trabaja con animales exóticos (llamas, camellos y cebras) junto con el domador James Puydebois, que trabaja con los elefantes. Lacey-Krone está casada con el entrenador de leones inglés Martin Lacey Jr. desde 2007 y es la madre de Alexis Henry Lacey-Krone (2008).
Durante muchos años realizaron el evento benéfico Stars in der Manege, que la ARD suspendió en 2009 debido a la disminución de los índices de audiencia y fue completamente suspendido en 2010.
Circus Krone utiliza una carpa de circo con 4 500 asientos, un área de 48 × 64 metros y una altura de cúpula de 14 metros. Abarca un área de unos 3 000 metros2. Durante las actuaciones de los artistas, casi 300 personas viven y trabajan en zona de trabajadores, que consta de 330 caravanas, furgonetas y equipos. Algunas fuentes indican que se necesitan unas seis horas para montar la "mayor carpa de circo ambulante del mundo", del tamaño de un campo de fútbol, con 120 focos, siete kilómetros de cable y una piscina para leones marinos con 100 000 litros de agua. Además de varios talleres, una cocina para el personal, una cantina y una sastrería, Circus Krone también tiene su propia escuela para los hijos de los empleados del circo, así como una brigada de bomberos de la compañía.

## Reconocimientos
En 2018, el Circus Krone recibió el Big Top Label, uno de los máximos galardones en el mundo del circo, un sello de garantía y calidad que otorga el Parlamento Europeo.